# Matti Markkanen
Matti Markkanen (Finnország, Kuopio, 1887. május 14. – Finnország, Vieremä, 1942. április 2.) olimpiai bronzérmes finn tornász.
Az 1908. évi nyári olimpiai játékokon indult és mint tornász versenyzett. Csapat összetettben bronzérmes lett.
Klubcsapata a Ylioppilasvoimistelijat volt.